# 周宇驰
周宇驰（1935年—1971年9月13日），河北乐亭县姜各庄镇柳林村人，中国政治人物，曾任中国人民解放军空军司令部办公室副主任，是「林彪反革命集团」主要成员之一。

## 生平
抗日中学毕业后入党。1946年参加冀东八路军。1949年随部队调入空军一航校，飞行体检不合格后担任航校宣传科干事。后调入北京，曾任刘亚楼秘书。1963年初下放盐城某部任营教导员，1964年8月调虹桥机场空军某飞行大队（团级）政委。1966年5月下旬调回空军司令部办公室。
1971年，中共官方称周宇驰与林立果密谋发动武装政变——《五七一工程纪要》。阴谋败露後，同為林彪集團成員的周宇馳、新野及李伟信在9月13日（“九一三事件”同日）在北京沙河机场乘直升机出逃，最后被迫降，周宇驰及于新野开枪自杀身亡，李伟信被捕。